# François Furet
François Furet (Parigi, 27 marzo 1927 – Tolosa, 12 luglio 1997) è stato uno storico francese, tra i più importanti studiosi della Rivoluzione francese.

## Biografia
Appartenente a una famiglia parigina della classe agiata, Furet entra nel 1949 nel Partito Comunista Francese come molti altri intellettuali a quell'epoca. Tuttavia abbandona il partito nell'autunno 1956 dopo l'invasione sovietica dell'Ungheria, pur mantenendosi sempre vicino alle posizioni politiche socialiste.
Dopo aver abbandonato gli studi universitari per alcuni anni a causa della tubercolosi, si laurea in Storia a Parigi nel 1954. Inizia l'attività giornalistica presso il France-Observateur, divenuto poi nel 1964, soprattutto grazie al suo contributo, il Nouvel Observateur. 
Nel 1955 era entrato nel Centre national de la recherche scientifique(CNRS), dove inizia gli studi sui temi della Rivoluzione francese.
Nel 1960 entra quindi nella prestigiosa École des hautes études en sciences sociales (allora VI sezione dell'École Pratique des Hautes Études), di cui diventa anche direttore tra il 1977 e il 1984. Nel 1984 è chiamato a dirigere l'Istituto Raymond Aron e poi la Fondazione Saint-Simon. Nel 1997 diviene membro dell'Académie Française. Alla sua attività di insegnamento liceale segue quella universitaria. Fu docente presso l'Università di Chicago, mentre l'Università di Harvard gli conferì una laurea ad honorem.
Furet muore nel 1997 all'età di settant'anni per un infarto durante una partita di tennis con alcuni amici nella sua casa di campagna. Gli è stata dedicata una scuola alla periferia di Parigi e un premio annuale in storia.

## Pensiero
La sua notorietà è legata soprattutto alle tesi critiche che maturò riguardo alla corrente storiografica marxista sulla Rivoluzione francese dominante in quegli anni, soprattutto criticando il dogmatismo della storiografia di Albert Soboul. Egli rigettò l'interpretazione di moda della Rivoluzione come frutto di lotte di classe, di scontro aristocrazia-borghesia (vincente) e poi borghesia-proletariato (perdente).
Nella Rivoluzione vide invece una lotta unitaria per l'affermazione degli ideali liberali e democratici, che non furono soffocati sotto la dominazione di Napoleone Bonaparte, ma tornarono a spingere la Francia nelle successive rivoluzioni del 1830, del 1848 e del 1871.
La Rivoluzione portò soprattutto alla riscoperta della politica come ha affermato anche Michel Vovelle e per la sua carica profetica sintetizzò tutti gli avvenimenti dei due secoli successivi, ovvero la lotta per la democrazia, i problemi del liberalismo e l'avvento delle dittature demagogiche. L'interesse di Furet ebbe a oggetto anche il marxismo, il comunismo e la loro influenza sulla storia del XX secolo.
Furet è stato insignito del premio Tocqueville e del premio Hannah Arendt per il suo contributo allo studio della politica e delle scienze sociali.

## Opere
- F. Furet-Denis Richet, La Rivoluzione francese (La Révolution française, 1965), traduzione di Silvia Brilli Cattarini e Carla Patanè, Collezione Storica, Bari, Laterza, 1974.
- Louis Bergeron-F. Furet-Reinhart Koselleck, L'Età della Rivoluzione europea 1780-1848, Storia Universale n.26, Milano, Feltrinelli, 1970.
- Lire et écrire, con Jacques Ozouf, 2 voll., Paris, Minuit, 1977.
- Critica della Rivoluzione francese (Penser la Révolution française, 1978), traduzione di Silvia Brilli Cattarini, Collana Biblioteca di Cultura Moderna n.833, Bari, Laterza, 1980. - nuova ed. riveduta e corretta (1983), Collana Biblioteca Universale, Laterza, 1987-2004, ISBN 978-88-420-2843-7.
- Il laboratorio della storia (L'Atelier de l'histoire, 1982), a cura di Massimo Terni, Collana La Cultura n.27, Milano, Il Saggiatore, aprile 1985.
- Marx e la Rivoluzione francese (Marx et la Révolution Française, 1986), traduzione di Marina Valensise, con un'antologia di testi di Marx a cura di Lucien Calvié, Collana Bur Storia, Milano, Rizzoli, 1989.
- La Gauche et la Révolution au milieu du xixe siècle. Edgar Quinet et la question du jacobinisme, Paris, Hachette, 1986.
- F. Furet-Mona Ozouf, Dizionario critico della Rivoluzione Francese, con la collaborazione di altri, edizione italiana a cura di Massimo Boffa, Collana Saggistica, Milano, Bompiani, 1988, ISBN 978-88-452-0403-6. - Nuova ed., 2 voll., Bompiani, 1994; ed. rinnovata, Flammarion, 2007 (non tradotta in italiano).
- La République du centre, con Jacques Julliard e Pierre Rosanvallon, Paris, Calmann-Lévy, 1988.
- Il secolo della Rivoluzione 1770-1880. Dall'Ancién Regime alla Terza Repubblica, traduzione di Bettino Betti, Collana Storica Rizzoli, Milano, Rizzoli, 1989, ISBN 978-88-173-3354-2.
- Il passato di un'illusione. L'idea comunista nel XX secolo (Le Passé d'une illusion. Essai sur l'idée communiste au xxe siècle, 1995), trad. e cura di Marina Valensise, Collana Frecce. Saggistica stranieri, Milano, Mondadori, maggio 1995, ISBN 978-88-043-4930-3. - Milano, Club degli Editori, 1995; Collana Oscar Saggi, Mondadori, 1998, ISBN 978-88-044-2366-9; Collana Biblioteca, Milano, Silvio Berlusconi Editore, 2024, ISBN 979-12-566-8006-1.
- F. Furet-Giuliano Procacci, Controverso Novecento, I libri di Reset, 1995.
- F. Furet-Ran Halévi, La Monarchie républicaine. La constitution de 1791, coll. « Les Constitutions françaises », Paris, Librairie Arthème Fayard, 1996, ISBN 2-213-02790-0, pp. 605.
- F. Furet-Ernst Nolte, XX secolo. Per leggere il Novecento fuori dai luoghi comuni, traduzione di Giovanni Perazzoli e Marina Valensise, Collana Liberalsentieri n.6, Roma, Liberal, 1997, ISBN 978-88-868-3812-2. [Fascisme et communisme, Paris, Plon, 1998, ISBN 2-259-18956-3; Hachette Littératures, coll. « Pluriel », Paris, Hachette, 2000, ISBN 2-01-278971-4]
- Le due rivoluzioni. Dalla Francia del 1789 alla Russia del 1917 (La Révolution en débat, 1999), traduzione di Carlo Alberto Brioschi, Prefazione di Marina Valensise, Presentazione di Mona Ozouf, Torino, UTET, 2002, ISBN 978-88-775-0787-7.
- Gli occhi della storia. Dal totalitarismo all'avventura della libertà (Un itinéraire intellectuel. L’historien journaliste, de "France-Observateur" au "Nouvel Observateur" (1958-1997), 1999), edizione stabilita e Prefazione a cura di Mona Ozouf, Collana Saggi, Milano, Mondadori, giugno 2001, ISBN 978-88-044-8974-0.

### Curatele
- L'eredità della Rivoluzione Francese, traduzione di A. A. Zucconi, F. Maielllo e R. Panzone, collaborazione di Massimo Boffa, Bari, Laterza, 1988, ISBN 978-88-420-3339-4.
- L'idea di Repubblica nell'Europa moderna (Le Siècle de l'avènement républicain, 1993), curatela con Mona Ozouf, Collana Storia e Società, Roma-Bari, Laterza, 1993.
- L'uomo romantico, Roma-Bari, Laterza, 1995, ISBN 978-88-420-4743-8.

### Miscellanee
- AA.VV., La teoria della storiografia oggi, a cura di Pietro Rossi, Collana La Cultura n.12, Milano, Il Saggiatore, 1983.
- La democrazia in Europa, con Ralf Dahrendorf e Bronislaw Geremek, a cura di Lucio Caracciolo, Collana Nero su Bianco, Roma-Bari, Laterza, 1992.